# Somatoserica sikorae
Somatoserica sikorae is een keversoort uit de familie bladsprietkevers (Scarabaeidae). De wetenschappelijke naam van de soort is voor het eerst geldig gepubliceerd in 1899 door Brenske.